# Marwin Angeles
Marwin Janver Malinay Angeles (ur. 9 stycznia 1991 w Wenecji) – filipiński piłkarz, występujący na pozycji defensywnego lub środkowego pomocnika w filipińskim klubie Kaya FC–Iloilo i reprezentacji Filipin.

## Sukcesy

### Klubowe
United City FC
- Mistrzostwo Filipin: 2015

Kaya FC-Iloilo
- Mistrzostwo Filipin: 2022/2023

### Reprezentacyjne
Filipiny
- Zdobywca Filipińskiego Pucharu Pokoju: 2013

## Życie prywatne
Angeles urodził się jako syn Filipińczyków w Wenecji we Włoszech. Ma brata bliźniaka, Marvina, który również jest zawodowym piłkarzem i reprezentantem Filipin.